# Ялпужель (верхний приток Ялпуга)
Ялпужель (рум. Ialpugel) — река в Молдавии, протекающая в границах Чимишлийского района, левый приток реки Ялпуг (бассейн Дуная). Является притоком второго порядка.

## Описание
Река Ялпужель берёт своё начало в 2,5 км восточнее от села южной окраины села Ялпуг, недалеко от дороги, ведущей в село Хыртоп из родника на высоте 162,41 м, откуда река формирует своё русло и следует по направлению с севера на юг и заканчивается в 1,7 км от южной окраины села Жавгур, впадая в реку Ялпуг. Река зарегулирована прудом.
В верхнем течении долина реки широкая и неглубокая. Ширина между подошвами склонов около 40 м. Пойма реки двусторонняя, симметричная, неровная, преимущественно покрыта травой, лиственными деревьями и кустарником. Используется под выпас скота. Русло шириной от 0,7 м до 4,5 м. Глубина реки у истока 0,01-0,05 м. На участке между сёлами Мариенфелд и Ялпужень река периодически пересыхает.
В 500 м южнее окраины села Ялпужень речной сток регулируется русловым прудом.
В среднем и нижнем течении долина реки имеет хорошо выраженную трапециевидную форму. Ширина между подошвами склонов 300—350 м, между их краями — 1,3-2,0 км. Вершина левого склона достигает высоты 165—175 м, правого 100—180 м. Русло зарегулировано путём спрямления, его ширина от 1,4 м до 6,0 м, в пойменной части до 10,0 м. Течение слабое, практически на всех участках вода застаивается. Долина реки используется для выращивания зерновых и технических культур, винограда. Высажены фруктовые деревья.

## Морфометрические и морфографические характеристики
- длина основного русла 15,5 км[1];
- длина бассейна 15,4 км[1];
- площадь бассейна 42,0 км²[1];
- падение 144,78 м, средний уклон составляет 9,3 м/км (0,0093 %)[1];
- извилистость реки 1,06[1];
- плотность гидрографической сети 0,536 км/км²[1];
- доля озёр 0,731 %[1];
- доля лесов 6,528 %[1].

## Устье реки
Устьем реки Ялпужель является река Ялпуг. Место слияния рек находится в 1,7 км южнее села Жавгур на высоте 87,06 м.

## Экологическое состояние реки
Основное антропогенное воздействие на экологическое состояние реки Ялпужель оказывает хозяйственная деятельность населения сёл Мариенфельд и Ялпужень по причине отсутствия очистных сооружений.
К природным факторам воздействия на качественные параметры реки относятся интенсивные ливневые осадки, в результате которых интенсификуются процессы смыва с поверхности водосборов твёрдых частиц, химических веществ, используемых в сельском хозяйстве, а так же бытового мусора.